# Plumbato de calcio
El plumbato de calcio es una sustancia química inorgánica que se ha utilizado ampliamente como pigmento anticorrosivo en pinturas y revestimientos.La fórmula se da como CaO3Pb, pero también se muestra como CaO4Pb2 en otras fuentes. El compuesto tiene un estatus restringido por REACH debido a la toxicidad general de los compuestos a base de plomo.

## Manufactura
Generalmente se fabrica mediante la reacción de óxido de calcio (CaO) y óxido de plomo (PbO) a alta temperatura en presencia de exceso de oxígeno.
Investigaciones recientes indican que se puede preparar mediante la metodología sol-gel.

## Toxicología
Se sabe desde hace más de 50 años que el plumbato de calcio y otros aditivos de pintura a base de plomo causan envenenamiento por plomo. También se han estudiado los efectos de la pintura que contiene polvo de plumbato de calcio y se han desarrollado técnicas analíticas para evaluar el contenido de plomo. Los estudios también incluyen el hallazgo de plumbato de calcio en los suelos y una posible bioacumulación adicional. La demanda de plomo en todas sus formas está disminuyendo en todo el mundo, aunque el uso de plumbato de calcio y otros compuestos de metales pesados en cemento y hormigón está sujeto a investigaciones recientes y se estudia su toxicología específica.